# Matleh - Batlaya
Matleh - Batlaya (tiếng Ả Rập: المطلة بطلايا) là một ngôi làng Syria nằm ở Darkush Nahiyah thuộc huyện Jisr al-Shughur, Idlib. Theo Cục Thống kê Trung ương Syria (CBS), Matleh - Batlaya có dân số 330 người trong cuộc điều tra dân số năm 2004.